# 薩克森-科堡-哥達的碧翠絲公主
貝阿特麗斯·利奥波汀妮·维多利亚（英語：Beatrice Leopoldine Victoria，1884年4月20日—1966年7月13日）是萨克森-科堡-哥达公爵阿尔弗雷德和其妻瑪麗亞·亞歷山德羅夫娜的幼女。她的祖母是英国维多利亚女王。
1909年，她和西班牙王子阿方索（第五代加列拉公爵）结婚并育有3名儿子。加列拉公爵是西班牙国王阿方索十三世的表哥。